# Tot crimina tot poenae
Tot crimina tot poenae è una locuzione latina il cui significato letterale è "tanti crimini tante pene". Identica espressione è "Tot delicta, tot poenae". In base a questo principio di diritto penale, per il calcolo della pena finale, si sommando aritmeticamente le pene dei vari reati commessi in concorso.
È il criterio di calcolo della pena, in caso di più violazioni di legge. Tale principio viene applicato nel caso di cumulo materiale, poiché materialmente le pene vengono sommate.
Questo criterio di calcolo ispira il codice penale italiano del 1930 ed anche, ad esempio, il codice penale spagnolo. Tuttavia, il codice penale italiano a differenza dello spagnolo prevede alcuni temperamenti del calcolo, come ad esempio un tetto massimo (di 30 anni).
Inoltre il codice penale prevede agli art 71 ss del c.p. una serie di criteri che fanno eccezione rispetto alla somma aritmetica. Tale disciplina ha portato all'espressione di "cumulo materiale temperato", proprio perché meno afflittivo del cumulo materiale ordinario.
Il principio del tot crimina tot poenae è inoltre sottoposto ad un due obiezioni critiche:
1. La sommatoria delle pene può superare la pena base prevista per un reato diverso ma che naturalmente è meno grave. Ad esempio, in caso di più lesioni, la somma della singole pene potrebbe superare la pena prevista per il reato di omicidio.
2. Nonostante la pena sia sommata aritmeticamente, l'afflittività che ne risulta è invece in progressione geometrica. La sommatoria delle pene infatti non tiene conto della realtà della esecuzione della pena. Un tempo più lungo di pena, non corrisponde allo stesso tempo di afflizione e sofferenza per il reo.